# エトヴィン・ファン・デル・サール
エトヴィン・ファン・デル・サール（Edwin van der Sar、1970年10月29日 - ）は、オランダ・南ホラント州フォールハウト出身の元サッカー選手。元オランダ代表。現役時代のポジションはゴールキーパー。オランダ史上最高のゴールキーパーと評される。
姓はファン・デル・サルと表記されることもある。

## クラブ経歴

### アヤックス・アムステルダム
オランダのアヤックスでキャリアをスタート。程なくして頭角を現した彼は、1995年5月24日に行われたチャンピオンズリーグ決勝で連覇を目指したACミランを破って優勝。1996年5月22日の同大会決勝ではユヴェントスにPK戦で敗れ連覇はならなかったものの、既に優秀なGKとしての評価が確立され始めた頃に成し遂げたビッグタイトルの獲得は彼を一躍移籍市場の主役に押し上げ、1999年7月1日に500万ポンドでユヴェントスに移籍することとなった。

### ユヴェントスFC
ユヴェントスでは初の外国籍の正GKとなったが、2年連続でセリエAでは準優勝に終わった。さらに不調で本来の実力を発揮できずにイージーミスを連発してしまった事や、2001年になるとイタリア代表のジャンルイジ・ブッフォンの加入によりポジション確保が危うくなった事から、2001年8月1日に700万ポンドでイングランドのフラムFCに移籍。

### フラムFC
移籍後はアヤックス時代の輝きを取り戻すかのような活躍を見せ、「ヨーロッパ屈指のGK」の呼び声を再び手にした。この活躍により、マンチェスター・ユナイテッドFCのアレックス・ファーガソン監督が彼に注目するようになった（当時のマンチェスターユナイテッドFCはピーター・シュマイケルの退団後、長きに渡り深刻なGK不足に悩まされていて、ファン・デル・サールが入団してきたことでようやく長い暗闇から脱出した）。

### マンチェスター・ユナイテッドFC

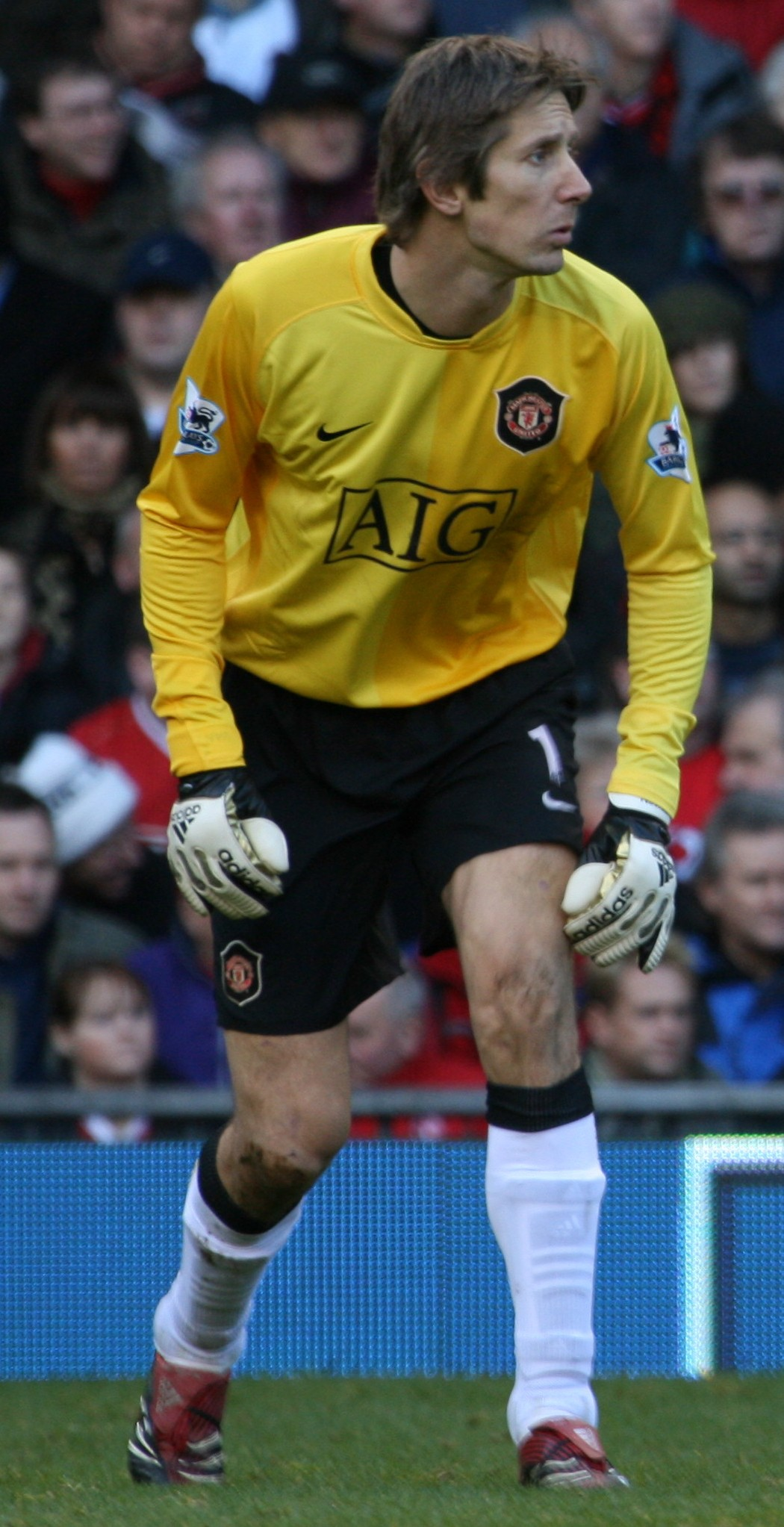
マンチェスター・ユナイテッドでプレイするファン・デル・サール

2005年6月10日、200万ポンドでマンチェスター・ユナイテッドへ移籍。不動の正GKとしてゴールマウスの最後の番人を勤め上げた。なおマンチェスター・ユナイテッドのGKユニフォームは当時緑色だったため、「緑の巨人」という新しい愛称も付いた。2008年の引退も噂されたが2010年まで契約を延長した。
2007-08シーズン、UEFAチャンピオンズリーグ決勝でチェルシーFCと対戦。試合は90分で決着がつかずPK戦にもつれ込みチェルシーの7人目ニコラ・アネルカのPKをストップしマンチェスター・ユナイテッドを9シーズンぶり3回目の優勝へ導いた。
2008-09シーズンにWBA戦で完封勝利を収め、チェルシーのペトル・チェフが保持していた1025分間というプレミアリーグの無失点記録を打ち破った。その後のウェストハム・ユナイテッドFC戦で完封を果たし、英国全土での無失点記録を樹立した。
2011年1月27日、シーズン終了後に現役を引退する意向を表明。その理由を「そろそろ家族のことを考えたい」とコメントした。引退表明後もハイパフォーマンスを維持し、5月14日のブラックバーン・ローヴァーズ戦（1-1）で本人は出場しなかったもののリーグ優勝を決め、さらに5月22日のブラックプールFC戦（4-2）も勝利し、有終の美を飾った。5月28日のチャンピオンズリーグ決勝のFCバルセロナ戦（1-3）を最後に引退、マンチェスター・ユナイテッドを去った。

## 代表経歴
オランダ代表では当初エド・デ・フーイの控えでありアメリカW杯では出場機会がなかったが、1995年6月7日にベラルーシ戦でデビューするとその後はデ・フーイやルート・ヘスプ、サンデル・ヴェステルフェルト等の実力者を抑えて代表正GKに定着。
フランスW杯では準決勝に進出したが、前回準々決勝で敗れた連覇を狙うブラジルにPK戦で敗れさらに3位決定戦では初出場のクロアチアにも敗れ4位だった。
母国オランダとベルギーの共催となったEURO2000では、地元の声援を受けて準決勝に進出。決勝進出をかけて臨んだイタリア戦では延長戦まで0-0でPK戦に突入したが、相手GKフランチェスコ・トルドに味方が4本中3本を止められ、さらに自身も最後（4人目）のパオロ・マルディーニは止めたものの3人目のフランチェスコ・トッティにはパネンカでゴールを決められ1-3で敗退。母国での優勝はならなかった。
その後、日韓W杯ではまさかの予選敗退に終わり、雪辱を期したEURO2004も開催国のポルトガルに準決勝で敗退した。その後、アヤックス時代のチームメイトでもあるマルコ・ファン・バステンが代表監督に就任し、彼によって主将に任命された。
2006年6月25日、ドイツW杯決勝トーナメント1回戦 ポルトガル戦でフランク・デ・ブール（112試合）を抜いて代表最多出場記録保持者となった。しかし、試合は0-1で敗れEURO2004の雪辱はならなかった。
EURO2008を最後に代表引退したが、マールテン・ステケレンブルフの怪我もあって、ファン・バステンの要請を受けて南アフリカW杯予選にも2試合出場した。最終的に代表では130試合に出場し、ウェズレイ・スナイデルに抜かれるまで最多出場記録だった。

## 現役引退後
2012年11月20日、古巣アヤックスのマーケティングディレクターに就任し13年ぶりに復帰する。2016年3月12日、ユース時代を過ごした、オランダ4部のVVノールトウェイクのGKとして、CVVヨダン・ボーイス戦に先発出場、1試合限定で現役復帰した。
2015年にアヤックスのCEOに就任。2022-2023シーズンは2008-2009年シーズン以来となるリーグ戦3位に沈み、無冠に終わったことで2023年5月30日、辞任を発表した。当面は引き継ぎ作業のため、クラブに留まっていたが、同年7月に休暇先のクロアチアにて脳出血を発症して昏倒、緊急搬送され、命に別状はなかったものの、今後は療養することを明かしている。

## 人物
- 197cmの長身から「摩天楼」の愛称を持つ。飛び出しの良さと手足の長さを生かした安定感あるセービングが売りで、長期にわたりオランダ代表のゴールを守った。オランダ史上最高のゴールキーパーと謳われたがマンチェスター・ユナイテッドでのチャンピオンズリーグのグループリーグにおいてセルティック戦でのホームとアウェイで共に決められた（累計２点）中村俊輔のフリーキックの精度には「あの様なシュートが来た時、止めれるキーパーは居ないだろう」と脱帽している（２試合目のアウェイ戦では見事なダイビングを見せたが届かなかった）。試合後はセルティックのアルトゥール・ボルツ（ポーランド代表）とゴールキーパー同士で握手を交わしたが、ボルツは勝った喜びが勝り彼の事は握手を求められるまで完全に忘れていた。
- キャリアで1ゴールを記録しているが、これは1997年9月1日のデ・フラーフスハプ戦（9-1）でPKを決めたものである。
- 少年時代はフォワードだったこともあり「引退後はアマチュアのクラブでフォワードをやりたい。今でも1番楽しいのはゴールを決めることだからね」と語っている。

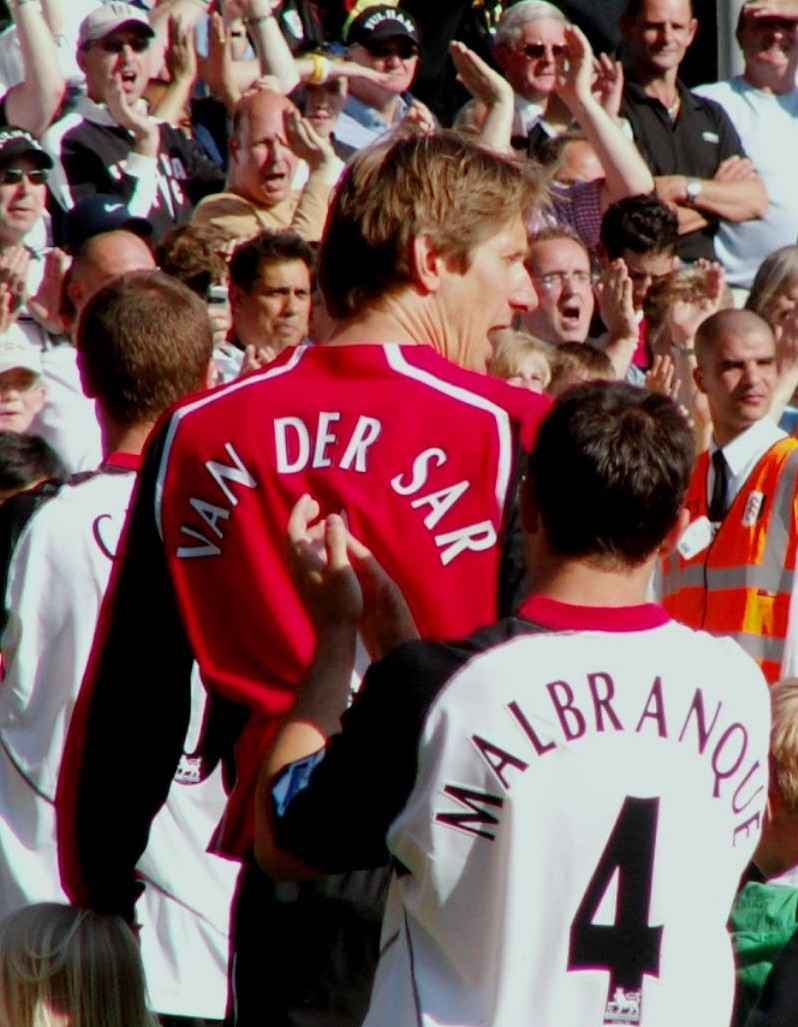
フラム時代のファン・デル・サール（中央）

## 個人成績
| シーズン | 所属クラブ        | リーグ戦 | リーグ戦 | カップ戦 | カップ戦 | UEFA主催 | UEFA主催 | その他 | その他 | 合計 | 合計 |
| シーズン | 所属クラブ        | 出場     | 得点     | 出場     | 得点     | 出場     | 得点     | 出場   | 得点   | 出場 | 得点 |
| -------- | ----------------- | -------- | -------- | -------- | -------- | -------- | -------- | ------ | ------ | ---- | ---- |
| 1990/91  | アヤックス        | 9        | 0        | 0        | 0        | —        | —        | —      | —      | 9    | 0    |
| 1991/92  | アヤックス        | 0        | 0        | 0        | 0        | 0        | 0        | —      | —      | 0    | 0    |
| 1992/93  | アヤックス        | 19       | 0        | 3        | 0        | 3        | 0        | —      | —      | 25   | 0    |
| 1993/94  | アヤックス        | 32       | 0        | 4        | 0        | 6        | 0        | 1      | 0      | 43   | 0    |
| 1994/95  | アヤックス        | 33       | 0        | 3        | 0        | 11       | 0        | 1      | 0      | 48   | 0    |
| 1995/96  | アヤックス        | 33       | 0        | 2        | 0        | 14       | 0        | 1      | 0      | 50   | 0    |
| 1996/97  | アヤックス        | 33       | 0        | 1        | 0        | 10       | 0        | 1      | 0      | 45   | 0    |
| 1997/98  | アヤックス        | 33       | 1        | 5        | 0        | 8        | 0        | —      | —      | 46   | 1    |
| 1998/99  | アヤックス        | 34       | 0        | 5        | 0        | 6        | 0        | 1      | 0      | 46   | 0    |
| 1999/00  | ユヴェントス      | 32       | 0        | 3        | 0        | 11       | 0        | —      | —      | 46   | 0    |
| 2000/01  | ユヴェントス      | 34       | 0        | 2        | 0        | 6        | 0        | —      | —      | 42   | 0    |
| 2001/02  | フラムFC          | 37       | 0        | 4        | 0        | —        | —        | —      | —      | 41   | 0    |
| 2002/03  | フラムFC          | 19       | 0        | 0        | 0        | 11       | 0        | —      | —      | 30   | 0    |
| 2003/04  | フラムFC          | 37       | 0        | 6        | 0        | —        | —        | —      | —      | 43   | 0    |
| 2004/05  | フラムFC          | 34       | 0        | 6        | 0        | —        | —        | —      | —      | 40   | 0    |
| 2005/06  | マンチェスター・U | 38       | 0        | 5        | 0        | 8        | 0        | —      | —      | 51   | 0    |
| 2006/07  | マンチェスター・U | 32       | 0        | 3        | 0        | 12       | 0        | —      | —      | 47   | 0    |
| 2007/08  | マンチェスター・U | 29       | 0        | 4        | 0        | 10       | 0        | 1      | 0      | 44   | 0    |
| 2008/09  | マンチェスター・U | 33       | 0        | 2        | 0        | 13       | 0        | 1      | 0      | 48   | 0    |
| 2009/10  | マンチェスター・U | 21       | 0        | 2        | 0        | 6        | 0        | 0      | 0      | 29   | 0    |
| 2010/11  | マンチェスター・U | 33       | 0        | 2        | 0        | 10       | 0        | 1      | 0      | 46   | 0    |
| 通算     | 通算              | 605      | 1        | 62       | 0        | 145      | 0        | 8      | 0      | 819  | 1    |

## 代表歴

### 出場大会
- オランダ代表
  - 1994 FIFAワールドカップ (ベスト8)
  - 1998 FIFAワールドカップ (ベスト4)
  - 2006 FIFAワールドカップ (ベスト16)

### 試合数
- 国際Aマッチ 130試合 0得点（1995年-2008年）[5]

| オランダ代表 | 国際Aマッチ | 国際Aマッチ |
| 年           | 出場        | 得点        |
| ------------ | ----------- | ----------- |
| 1995         | 5           | 0           |
| 1996         | 10          | 0           |
| 1997         | 6           | 0           |
| 1998         | 14          | 0           |
| 1999         | 8           | 0           |
| 2000         | 12          | 0           |
| 2001         | 9           | 0           |
| 2002         | 6           | 0           |
| 2003         | 8           | 0           |
| 2004         | 17          | 0           |
| 2005         | 11          | 0           |
| 2006         | 12          | 0           |
| 2007         | 4           | 0           |
| 2008         | 8           | 0           |
| 通算         | 130         | 0           |

## 獲得タイトル・記録

### クラブ
アヤックス
- エールディヴィジ : 1993-94, 1994-95, 1995-96, 1997-98
- KNVBカップ : 1992-93, 1997-98, 1998-99
- オランダ・スーパーカップ : 1993, 1994, 1995
- UEFAチャンピオンズリーグ : 1994-95
- UEFAカップ : 1991-92
- UEFAスーパーカップ : 1995
- インターコンチネンタルカップ : 1995

ユヴェントス
- UEFAインタートトカップ : 1999

フラム
- UEFAインタートトカップ : 2002

マンチェスター・ユナイテッド
- プレミアリーグ : 2006-07, 2007-08, 2008-09
- フットボールリーグカップ : 2005-06
- コミュニティーシールド : 2006, 2007, 2010
- UEFAチャンピオンズリーグ : 2007-08
- FIFAクラブワールドカップ : 2008

### 個人
- ヨーロッパ最優秀ゴールキーパー : 1995, 1998, 2009, 2010
- オランダ年間最優秀ゴールキーパー : 1994, 1995, 1996, 1997
- オランダ年間最優秀選手 : 1998
- PFA年間ベストイレブン : 2006-07, 2008-09, 2010-11
- UEFA EURO 2008大会選定優秀選手
- バークレイズ・ゴールデングローブ : 2008-09
- UEFA最優秀ゴールキーパー : 1995, 2009
- 欧州最優秀ゴールキーパー賞 : 1995, 2009
- バロンドール・ドリームチーム、歴代ゴールキーパー部門 10位 : 2020[6]

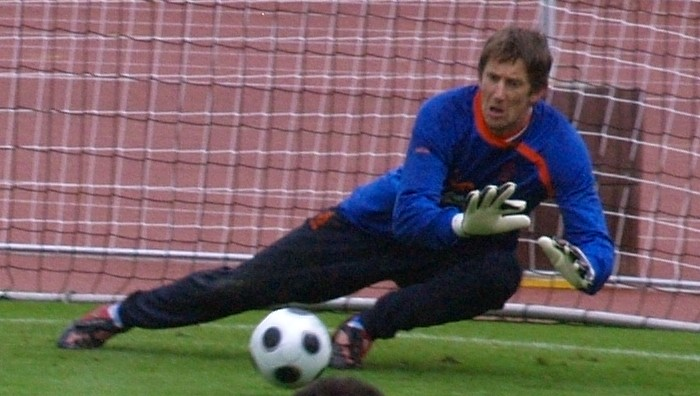
オランダ代表でトレーニングをするファン・デル・サール

### 記録
- オランダ代表通算最多出場（130試合）
- UEFAチャンピオンズリーグ決勝トーナメント最年長出場（40歳と137日）
- リーグ戦における連続無失点記録（1311分。プレミアリーグ2008-2009において）